# Tethyaster canaliculatus
Tethyaster canaliculatus is een kamster uit de familie Astropectinidae.
De wetenschappelijke naam van de soort werd, als Sideriaster canaliculata, in 1916 gepubliceerd door Austin Hobart Clark.